# Die letzte Fahrt der Demeter
Die letzte Fahrt der Demeter (Originaltitel The Last Voyage of the Demeter) ist ein Horrorfilm von André Øvredal, der auf einem Kapitel aus Bram Stokers Roman Dracula basiert und größtenteils auf dem titelgebenden Handelsschiff Demeter spielt. Der Kinostart in Deutschland war der 17. August 2023.

## Handlung
Das russische Handelsschiff Demeter legt am 6. Juli 1897 unter Führung ihres Kapitäns Elliot von Warna, einer Hafenstadt in Bulgarien am Schwarzen Meer, in Richtung England ab. Mit an Bord sind der Arzt Clemens, der erste Maat Wojchek und eine Reihe weiterer Matrosen. Sie transportieren fünfzig Holzkisten, in denen sich Erde befindet. Während der Überfahrt passieren äußerst merkwürdige Dinge. Erst finden sie eine junge Frau in einer beschädigten Kiste – sie nehmen an, dass diese sich als blinde Passagierin an Bord geschmuggelt hat. Das stürmische Wetter verhindert eine ruhige Reise. Nach und nach werden erst die an Bord befindlichen Tiere und dann auch Teile der Crew getötet.
Dabei fällt der Crew auf, dass jedes Opfer Bissspuren am Hals aufweist. Sie vermuten, dass sie jemanden an Bord haben, der dies getan haben könnte.
Der Kapitän, Wojchek und Clemens begreifen nun, warum so viele Einheimische ihre Hilfe beim Verladen der Fracht verweigert haben. Die zunehmend verängstigte Besatzung versucht einfach nur, die gefährliche Seereise zu überleben. An Bord der Demeter befindet sich eine Kreatur aus der Hölle, eine furchteinflößende Präsenz, von der sie jede Nacht heimgesucht werden. Ihr Name ist Dracula. Als die Demeter schließlich die Küste Englands erreicht, ist von der Besatzung nur noch der Arzt übrig, der sich jedoch nicht mehr an Bord des Schiffes befindet, sondern dies zuvor, bei einem letzten Angriff auf Dracula, mit der Frau verlassen hat. Das Schiff gleicht einem Wrack. Der Arzt überlebt und die Frau verbrennt bei den ersten Sonnenstrahlen, da sie selbst von Dracula gebissen wurde und sich bisher nur durch die Blut-Transfusionen des Arztes nicht verwandelt hat. Der Arzt macht sich nun auf den Weg, um Dracula zu finden. Dracula hat den letzten Angriff überlebt, befindet sich nun auch in England und sucht sich seine neuen Opfer.

## Produktion

### Literarische Vorlage und Filmstab
Der Film basiert auf dem Kapitel The Captain’s Log aus dem Roman Dracula von Bram Stoker aus dem Jahr 1897. Dieses spielt an Bord des russischen Schoners Demeter, der gechartert wurde, um private Fracht, 24 Holzkisten, von Rumänien nach London zu transportieren. Die Figur des Afrikaners Clemens, welcher an der Universität von Cambridge Medizin studiert hat und die Reise der Demeter als Einziger überlebt, ist ebenso wie die junge Frau Anna in der Romanvorlage nicht vorhanden.
Bragi F. Schut adaptierte Stokers Roman für den Film. Regie führte der Norweger André Øvredal, der durch Filme wie Trollhunter, The Autopsy of Jane Doe oder Scary Stories to Tell in the Dark international bekannt wurde.

### Besetzung und Creature Design
Der Spanier Javier Botet spielt Dracula. Er war in Øvredals Scary Stories to Tell in the Dark in der Rolle des Monsters zu sehen. Der Ire Liam Cunningham spielt Elliot, den Kapitän der Demeter, und der US-Amerikaner David Dastmalchian seinen ersten Maat Wojchek. Corey Hawkins spielt den Arzt Clemens. Aisling Franciosi ist in der Rolle der blinden Passagierin Anna zu sehen. Weitere Rollen wurden mit Jon Jon Briones als Koch Joseph, Stefan Kapičić als Olgaren und Nicolo Pasetti als Deputy Hisch besetzt.
Man gestaltete Dracula in seinem Erscheinungsbild einerseits wie in Nosferatu – Eine Symphonie des Grauens des Regisseurs Friedrich Wilhelm Murnau aus dem Jahr 1922 als eine Kreatur und andererseits wie eine Fledermaus, mit den typischen Ohren und Flügeln. Als Botet fünf Jahre alt war, wurde bei ihm das Marfan-Syndrom diagnostiziert, eine Krankheit, die den Betroffenen unnatürlich groß werden lässt, mit langen, dünnen Gliedmaßen, Fingern und stark überdehnbaren Gelenken. Auch wenn die Begleiterscheinungen der Krankheit mitunter gefährlich sind, nutzt er seine durch die Krankheit bedingten körperlichen Eigenschaften und seine Körpergröße von über zwei Metern, um Filmcharaktere wie hier einen langgliedrigen und spindeldürren Dracula zu erschaffen. Auch den krummen Mann in Conjuring 2 oder die Titelfigur aus Slender Man spielte Botet.

### Filmförderung und Dreharbeiten
Die Produktion wurde vom Deutschen Filmförderfonds mit über 7 Millionen Euro gefördert. Zudem erhielt die Produktion Förderungen vom Medienboard Berlin-Brandenburg und der Medien- und Filmgesellschaft Baden-Württemberg.
Die Dreharbeiten fanden von Ende Juni bis Anfang Oktober 2021 statt. Drehorte waren das Studio Babelsberg in Potsdam und Malta. Als Kameramänner fungierten der in Leipzig geborene Brite Roman Osin und der US-Amerikaner Tom Stern.

### Filmmusik und Soundtrack-Album
Die Filmmusik komponierte Bear McCreary. Der US-amerikanische Musiker erlangte durch seine Soundtracks zu den Fernsehserien Battlestar Galactica und The Walking Dead internationale Bekanntheit. Ursprünglich wurde Thomas Newman mit dieser Aufgabe betraut. Anfang August 2023 veröffentlichte Sony Classical das erste Musikstück des zehn Titel umfassenden Soundtrack-Albums. Dieses erschien am 11. August 2023.

### Marketing und Veröffentlichung
Der erste Trailer in Englisch wurde Mitte April 2023 veröffentlicht, der erste deutsche Trailer Mitte Juni 2023.
Ursprünglich sollte der Film am 27. Januar 2023 in die US-Kinos kommen. Der Termin wurde später auf den 11. August 2023 verschoben. Der Kinostart in Deutschland war der 17. August 2023. Die Premiere erfolgte bereits am 3. August 2023 in Berlin.

## Rezeption

### Altersfreigabe
In den USA erhielt der Film von der MPAA ein R-Rating, was einer Freigabe ab 17 Jahren entspricht. In Deutschland wurde der Film von der FSK ab 16 Jahren freigegeben. In der Freigabebegründung heißt es, der Film enthalte zahlreiche Schreckmomente sowie einige drastische Gewalt-, Verletzungs- und Leidensdarstellungen. Jugendliche ab 16 Jahren seien allerdings in der Lage, diese Szenen im Kontext der realitätsfernen Horrorgeschichte zu betrachten und eine emotionale Distanz zu wahren. Auch das historische Setting erleichtere Zuschauenden ab 16 Jahren eine Distanzierung.

### Kritiken
Christopher Diekhaus, Filmkorrespondent der Gilde deutscher Filmkunsttheater, bemerkt in seiner Kritik, obwohl es ein paar wahrlich schweißtreibende Momente gebe, gehe das Geschehen nur selten tief unter die Haut und André Øvredals Dracula-Grusler manchmal ein bisschen die Puste aus. Insgesamt spule Die letzte Fahrt der Demeter das Horrorprogramm eine Spur zu routiniert ab, lasse nur wenig Platz für echte Überraschungen und habe Schwierigkeiten, den Antagonisten richtig in der Geschichte zu verankern.
Matthias J. Lange, Filmjournalist von redaktion42, sieht Die letzte Fahrt der Demeter als ein gelungenes Kammerspiel, ein Spiel mit Beklemmung und Angst. Er verweist auf die Hommage an die Nosferatu-Darstellungen von Friedrich Wilhelm Murnau (Nosferatu – Eine Symphonie des Grauens) oder Werner Herzog (Nosferatu – Phantom der Nacht).
Die deutsche Print-Publikation Neon Zombie hielt fest, dass die Verfilmung „ein klassischer Gruselfilm [sei], der inszenatorisch nur durch die Umsetzung einiger Schockmomente in die Moderne entflieht, und dessen gefühlte Opulenz […] auch als Hommage an die Ära des ‚Hammer‘-Horrors verklärt werden darf.“
Die Deutsche Film- und Medienbewertung zeichnete den Film mit dem Prädikat „wertvoll“ aus.
Sowohl die Einschätzung bei Metacritic mit 52 von 100, als auch bei IMDB mit 6,1/10 fielen durchschnittlich aus.
Im Rahmen der Oscarverleihung 2024 wurde der Film in eine Shortlist der Kategorie Make-up und Frisuren aufgenommen.

## Synchronisation
Die deutsche Synchronisation entstand nach einem Dialogbuch und der Dialogregie von Marius Clarén im Auftrag der Iyuno-SDI Group Germany GmbH, Berlin.
| Darsteller         | Synchronsprecher   | Rolle                    |
| ------------------ | ------------------ | ------------------------ |
| Liam Cunningham    | Erich Räuker       | Captain Eliot            |
| David Dastmalchian | Marius Clarén      | Wojchek                  |
| Corey Hawkins      | Tobias Schmitz     | Clemens                  |
| Aisling Franciosi  | Mascha Raykhman    | Anna                     |
| Javier Botet       | Matti Klemm        | Dracula / Nosferatu      |
| Nicolo Pasetti     | Jan Andreesen      | Deputy Hirsch            |
| Stefan Kapičić     | Armin Schlagwein   | Olgaren                  |
| Nikolai Nikolaeff  | Torben Liebrecht   | Petrofsky                |
| Woody Norman       | Julius Ole Ernst   | Toby                     |
| Jon Jon Briones    | Asad Schwarz       | Joseph                   |
| Martin Furulund    | Sebastian Kaufmane | Larsen                   |
| Chris Walley       | Sebastian Kluckert | Abrams                   |
| Graham Turner      | Alexander Hauff    | Constable                |
| Rudolf Danielewicz | Rudolf Danielewicz | Alter rumänischer Weiser |
| Noureddine Farihi  | Peter Sura         | einäugiger Seemann       |
| Adam Shaw          | Björn Schalla      | Lichtwächter             |